# Rasa de Solanelles
La rasa de Solanelles és un afluent per la dreta de la rasa del Barranc (la qual, ensems, ho és del Riard que, al seu torn, ho és de la Ribera Salada) d'1,6 k de recorregut que fa íntegrament pel terme municipal de Lladurs.
Neix a 838 m d'altitud a 375 m a l'est d'El Vilar. 850 m mtres més avall passa a tocar de la masia de  Solanelles i desguassa a la rasa del Barranc a 644 m d'altitud, just després que amdues hagin travessat la carretera del Pla de Cirera a Montpol.